# Hervé Duclos-Lassalle
Hervé Duclos-Lassalle (Pau, 24 de desembre de 1979) va ser un ciclista francès, que fou professional des del 2005 fins al 2009.
És fill del també ciclista Gilbert Duclos-Lassalle.

## Palmarès
- 2003
  - 1r al Tour de Loir i Cher
- 2004
  - Vencedor d'una etapa a la Volta a Navarra
- 2008
  - 1r al Gran Premi d'Obertura La Marseillaise

### Resultats a la Volta a Espanya
- 2005. 118è de la classificació general
- 2006. Abandona (11a etapa)

### Resultats al Giro d'Itàlia
- 2007. 103è de la classificació general

### Resultats al Tour de França
- 2008. Abandona (1a etapa)